# Daiqing Tana
Daiqing Tana (chinois : 黛青塔娜 ; pinyin : dàiqīng tǎnà ; mongol : ᠲᠠᠢᠴᠢᠨ ᠲᠠᠯ᠎ᠠ, cyrillique : Дайчинтана, MNS : daichintana), née le 29 août 1983, dans la Préfecture autonome mongole et tibétaine de Haixi, dans la province du Qinghai, en Chine, est une chanteuse mongole. Elle chante généralement en mandarin standard et mongol, mais connaît aussi le tibétain et l'hindi, notamment au sein du groupe Haya.

## Albums
- 《寂静的天空》 (mongol et mandarin standard)

Pistes :
1. Lac Qinghai (《青海湖》), en mongol
2. Danseur dans l'obscurité (《黑暗中的舞者》), en mongol
3. Bracelet couleur d'or (《金色的镯子》), en mongol
4. Temps anciens (《往日时光》), en mandarin standard
5. montagne eneigée (《雪山》), en mongol
6. renaissance (《重生》), en mandarin standard
7. ciel tranquille (《寂静的天空》), en mongol + mandarin standard
8. Ongmanibamai, en mongol
9. pensée du souvenir de (怀念), en mandarin standard